# Кет Остермен
Кет Остермен  (англ. Cat Osterman, 16 квітня 1983) — американська софтболістка, олімпійська чемпіонка.

## Виступи на Олімпіадах
| Олімпіада  | Дисципліна | Місце  |
| ---------- | ---------- | ------ |
| Афіни 2004 | софтбол    | Золото |
| Пекін 2008 | софтбол    | Срібло |
| Токіо 2020 | софтбол    | Срібло |